# 凱西公園
凱西公園（英語：Cathays Park），又稱卡迪夫市民中心（Cardiff Civic Centre），是位於威爾斯首都卡迪夫市中心的一個區域。主要是二十世紀早期的愛德華式建築，如卡迪夫市政廳和卡迪夫國家博物館，還有一些建築屬於卡迪夫大學。凱西公園被佩夫斯纳建筑指南評為不列顛群島上最佳的市民中心。

## 伸延閱讀
- John B. Hilling. . University of Wales Press. 2016  [2021-10-27]. ISBN 978-1-78316-842-2. （原始内容存档于2021-11-18）.
- Morley, Ian, , The Welsh History Review, June 2009, 24 (3): 56–81  [2017-01-09], （原始内容存档于2015-09-24）

## 外部連結
维基共享资源上的相關多媒體資源：凱西公園
- Cathays Park on the Cardiff Council website
- Cathays Park Conservation Area